# Haimar Zubeldia
Haimar Zubeldia Agirre (Usúrbil, Guipúzcoa, 1 de abril de 1977) es un ciclista español. Se retiró en la Clásica San Sebastián de 2017, temporada que completó en el equipo estadounidense Trek-Segafredo.
En categorías inferiores fue un destacado corredor de pista y de ciclocrós obteniendo varias medallas.
Debutó como profesional en el año 1998 con el equipo Euskaltel-Euskadi. Tras once temporadas fichó por el Astana en 2009.
Aunque no logró ningún triunfo destacado en el circuito internacional, sí destacó en Grandes Vueltas obteniendo puestos de honor. Así, fue décimo en la Vuelta a España 2000 y undécimo en la Vuelta a España 2002; en el Tour de Francia, terminó quinto en 2003 (con dos terceros puestos, dos cuartos y un quinto en diferentes etapas), fue 15.º en 2005, octavo en 2006 (con un segundo puesto en una etapa), nuevamente quinto en 2007 y sexto en la edición de 2012.
También consiguió puestos destacados en la clasificación de la carrera previa al Tour, la Dauphiné Libéré siendo segundo, tercero y sexto en las temporadas 2000, 2002 y 2008, respectivamente.

## Biografía

### Euskaltel-Euskadi

#### Primeros años

##### 1998: debut como profesional
Debutó como profesional en 1998 con Euskaltel-Euskadi.
Ese año corrió la Clásica San Sebastián.

##### 1999: regularidad en su segundo año
En los primeros meses de 1999 participó en varias vueltas por etapas, incluyendo la Vuelta al País Vasco y la Euskal Bizikleta, finalizando todas ellas aunque sin resultados destacados.
Fue así en la Volta a Cataluña donde logró su mejor resultado, un décimo puesto en la general con el que logró entrar entre los diez primeros junto a sus compañeros Joseba Beloki (cuarto) y Roberto Laiseka (sexto), aunque a más de cuatro minutos del ganador Manolo Beltrán (Banesto). Poco después sería de nuevo décimo en el Campeonato de España de ruta, al llegar en el grupo de cabeza en el que se impuso al sprint Ángel Casero (Vitalicio Seguros).
Fue sexto en la Clásica de Ordizia, cerrando el quinteto perseguidor que entró a casi un minuto de Laurent Jalabert (ONCE) y siendo el mejor clasificado del equipo en dicha carrera. Tras varios resultados caracterizados por la regularidad, incluyendo un noveno puesto en la Vuelta a Burgos, participó en el Tour del Porvenir, siendo lo más destacado el quinto puesto logrado en la primera etapa.

#### Eclosión y progresión en grandes vueltas

##### 2000: Euskal Bizikleta y segundo en Dauphiné
En los primeros meses de 2000 volvió a tener resultados constantes en pequeñas vueltas por etapas, como la Vuelta a Aragón (décimo), la Vuelta a La Rioja (cuarto) y la Vuelta a Asturias (undécimo).
Su momento llegaría no obstante en la Euskal Bizikleta, donde ganó la general y una etapa. Tras hacerse con el liderato en la contrarreloj disputada en Mendaro en el sector vespertino de la cuarta jornada, mantuvo su condición de líder en la última etapa (la tradicional etapa reina con ascensión final a Arrate) al llegar a meta junto su principal rival, el alavés y excompañero Igor González de Galdeano (Vitalicio Seguros) que terminó segundo, a ocho segundos del guipuzcoano; el vizcaíno David Etxebarria (ONCE) completó un podio compuesto íntegramente por corredores vascos.
Zubeldia prorrogó su buen estado de forma en Francia durante el mes de junio en carreras en las que participaban los principales aspirantes al Tour pocas semanas antes del inicio de la Grande Boucle, empezando por una Clásica de los Alpes en la que fue cuarto. Su resultado más destacado llegaría no obstante en la Dauphiné Libéré, donde fue segundo acompañando en el podio al ganador Tyler Hamilton y al tercer clasificado y vigente ganador del Tour Lance Armstrong, ambos estadounidenses y del US Postal. Zubeldia llegó a vestirse de líder tras la disputa de la etapa del Mont Ventoux, pero fue superado Hamilton un día después, manteniendo a partir de entonces su segunda posición hasta el final de la carrera. Zubeldia no pudo enfrentarse a ellos en el Tour de Francia ya que Euskaltel-Euskadi no fue invitado por la organización de la ronda francesa.
En la Vuelta a España terminó décimo en la general, a 13'14" del ganador Roberto Heras (Kelme). Completó así una participación destacada de la formación en la Vuelta, protagonizada por un Roberto Laiseka que ganó una etapa y fue finalmente sexto.
Esos resultados le sirvieron para ser convocado por la selección española para el Mundial disputado ese año en Plouay. El jefe de filas español y vigente campeón del mundo, Óscar Freire, fue finalmente tercero y subió al podio para recibir la medalla de bronce.

##### 2001: preparación y estreno en el Tour
En 2001 cambió su calendario debido a que por primera vez Euskaltel-Euskadi fue invitado por el Tour de Francia a participar en la principal carrera de la temporada, en lo que suponía la culminación del sueño fundacional de la escuadra vasca. Orientando su preparación hacia su debut en la Grande Boucle, empezó la temporada más tardíamente y sin resultados destacados en la Vuelta a Asturias y la Euskal Bizikleta. En la parte final de dicha preparación optó por correr la Volta a Cataluña en lugar de repetir presencia en la Dauphiné Libére. Su participación en la ronda catalana se saldó con un séptimo puesto en la general, tras haber sido sexto y quinto en las dos etapas montañosas del Pirineo andorrano, disputadas en ruta y contrarreloj respectivamente.
En su primera participación en el Tour de Francia logró acabar la carrera y llegar a París, cumpliendo una labor de gregario dentro de un equipo en el que el escalador Roberto Laiseka consiguió la victoria en la etapa pirenaica con final en Luz Ardiden.
En la Vuelta a España no pudo repetir su buen puesto del año anterior y terminó 43.º, después de no poder estar con los favoritos ni en las etapas de montaña de Asturias, Andorra y Andalucía ni en las contrarrelojes. Así, lo más destacado fue su quinto puesto en una etapa eminentemente llana con meta en Cuenca tras llegar en el grupo intermedio entre el ganador y el pelotón principal.

##### 2002: undécimo en la Vuelta a España
En 2002 fue cuarto en la Dauphiné Libéré. Con Lance Armstrong y su escudero Floyd Landis copando las dos primeras posiciones, el tercer cajón del podio fue para Christophe Moreau por 20" sobre Zubeldia.

##### 2003: quinto en el Tour de la irrupción con Mayo

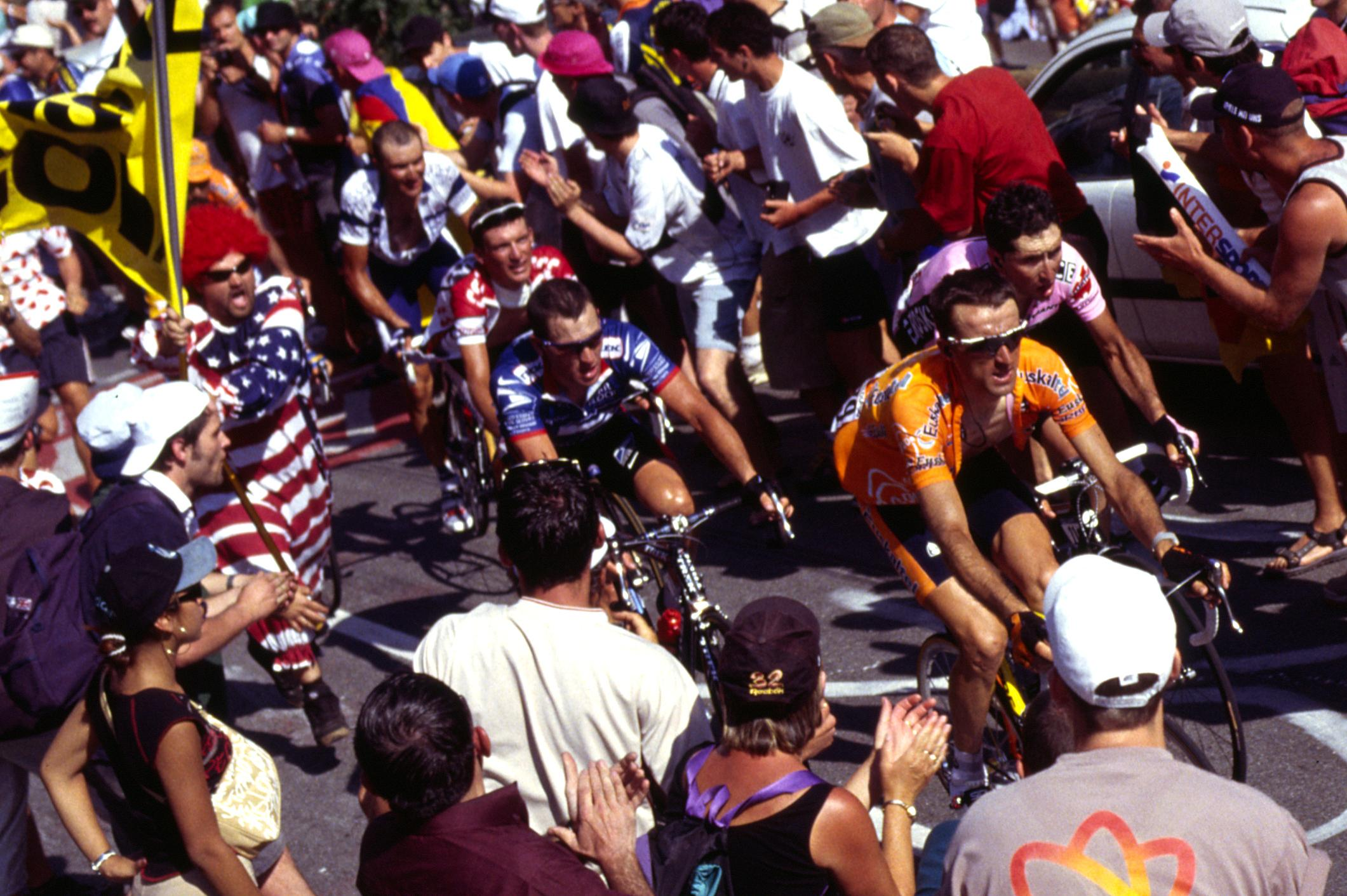
Zubeldia por delante de Beloki, Armstrong, Hamilton y Basso en la subida a Alpe d'Huez en el Tour 2003

En 2003 empezó la temporada siendo tercero en la Vuelta a Murcia, donde después de ser segundo en la Cresta del Gallo tras el a la postre ganador Javier Pascual Llorente (Kelme), cedió una posición en el alto de La Santa ante Jan Hruška (ONCE) que no pudo recuperar en la contrarreloj final, en la que de hecho el checo amplió ligeramente su renta confirmándose como segundo clasificado.
Terminó quinto en el Tour de Francia, completando junto a su compañero Iban Mayo (sexto en la general y ganador de la etapa de Alpe d'Huez) la mejor participación de la escuadra naranja en el Tour hasta ese momento.

#### Colíder para el Tour y prolongación de la sequía

##### 2004: decepción y abandono en el Tour
Tras unas primeras carreras con resultados discretos, fue séptimo en la Clásica de Alcobendas. En la Vuelta a Asturias fue tercero, acompañando en el podio a su compañero y ganador de la carrera Iban Mayo. En la Euskal Bizikleta fue quinto, en una edición en la que el equipo logró tres de los cinco primeros puestos, incluidos los podios de Roberto Laiseka (segundo y ganador en Arrate) y Samuel Sánchez (tercero), aunque la general fue para Roberto Heras.
En 2004 tanto él como Mayo acudieron al Tour de Francia como jefes de filas tras su buena actuación del año anterior, con altas expectativas. Sin embargo, ambos abandonaron en el transcurso de la carrera, firmando así una actuación decepcionante. El primero en hacerlo fue el propio Zubeldia, quien se retiró en el transcurso de la etapa pirenaica que acabaría en Plateau de Beille; para ese día había perdido ya varios minutos y toda opción de lograr un buen puesto en la general. Ese mismo día estuvo cerca de retirarse Mayo, que finalmente continuó por la presión de sus compañeros y el director Julián Gorospe. La mala actuación de Mayo, cuyo bajo rendimiento fue atribuido por el equipo a que no soportaba la presión y por el corredor a una enfermedad no especificada, concluyó tres días después cuando no tomó la salida de la primera etapa alpina. Posteriormente el equipo explicó que a Mayo le fue diagnosticada una mononucleosis, por lo que no pudo correr la Vuelta.
En la Vuelta a España tuvo una actuación discreta, terminando 40.º después de no haber brillado ni en la montaña ni en contrarreloj.

##### 2005: discreto papel en Giro y Tour
En 2005 se estrenó el UCI ProTour, una competición que reunía a los mejores equipos dentro de un calendario formado por las mejores carreras. Euskaltel-Euskadi entró en dicha categoría, la primera división del ciclismo mundial, lo cual motivó algunos cambios en su calendario, que ese año incluiría el Giro de Italia y el Tour de Francia.
La temporada empezó con resultados discretos en varias carreras, incluida la Vuelta al País Vasco. Posteriormente se produjo su debut en el Giro de Italia, siendo además la primera participación de la escuadra naranja en dicha carrera. Zubeldia tuvo una actuación decepcionante y concluyó 49.º, a una hora y cuarenta y dos minutos del ganador Paolo Savoldelli y claramente superado por su compañero Samuel Sánchez (17.º).
Su principal objetivo de la temporada era no obstante el Tour, al igual que en años anteriores. Aunque logró terminar la carrera, al contrario que el año anterior, lo hizo 15.º y lejos de los principales favoritos.
Fue séptimo en la Clásica de San Sebastián, donde después de haberse metido en la escapada buena de la jornada no pudo responder al ataque de Tino Zaballa en el Alto de Miracruz, y su falta de punta de velocidad le impidió entrar en la lucha por el podio en el sprint del grupo que decidió el segundo y tercer puestos.

##### 2006: octavo en un Tour polémico
En 2006 participó en los primeros meses en carreras como la París-Niza, la Vuelta al País Vasco y el Tour de Romandía, aunque sin resultados destacables. Posteriormente afinó su preparación para el Tour corriendo la Euskal Bizikleta, donde terminó octavo en la general, en una carrera en la que el papel de jefe de filas correspondió a David Herrero, que terminó segundo y ganó la etapa de Arrate.
Terminó octavo en la ronda francesa.
Posteriormente participó en la Vuelta a España, donde terminó 34º tras una discreta actuación.

##### 2007: de nuevo quinto en el Tour

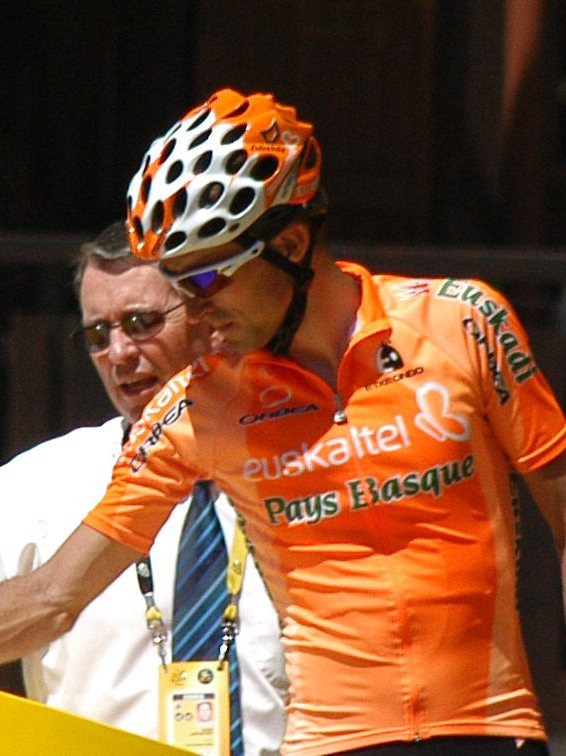
Zubeldia durante el protocolo de firmas antes de la octava etapa del Tour de Francia 2007

En 2007 fue quinto en el Tour de Francia, repitiendo su mejor resultado hasta entonces.

##### 2008: superado por Samuel y cambio de aires
En 2008 fue quinto en la Dauphiné Libéré. Sin embargo su participación en el Tour de Francia resultó en una decepción tras finalizar 45.º, eclipsado por su compañero Samuel Sánchez (sexto en la general final). Poco después anunció que no continuaría en la escuadra naranja.

### Con Johan Bruyneel

#### 2009: gregario de Contador y Armstrong

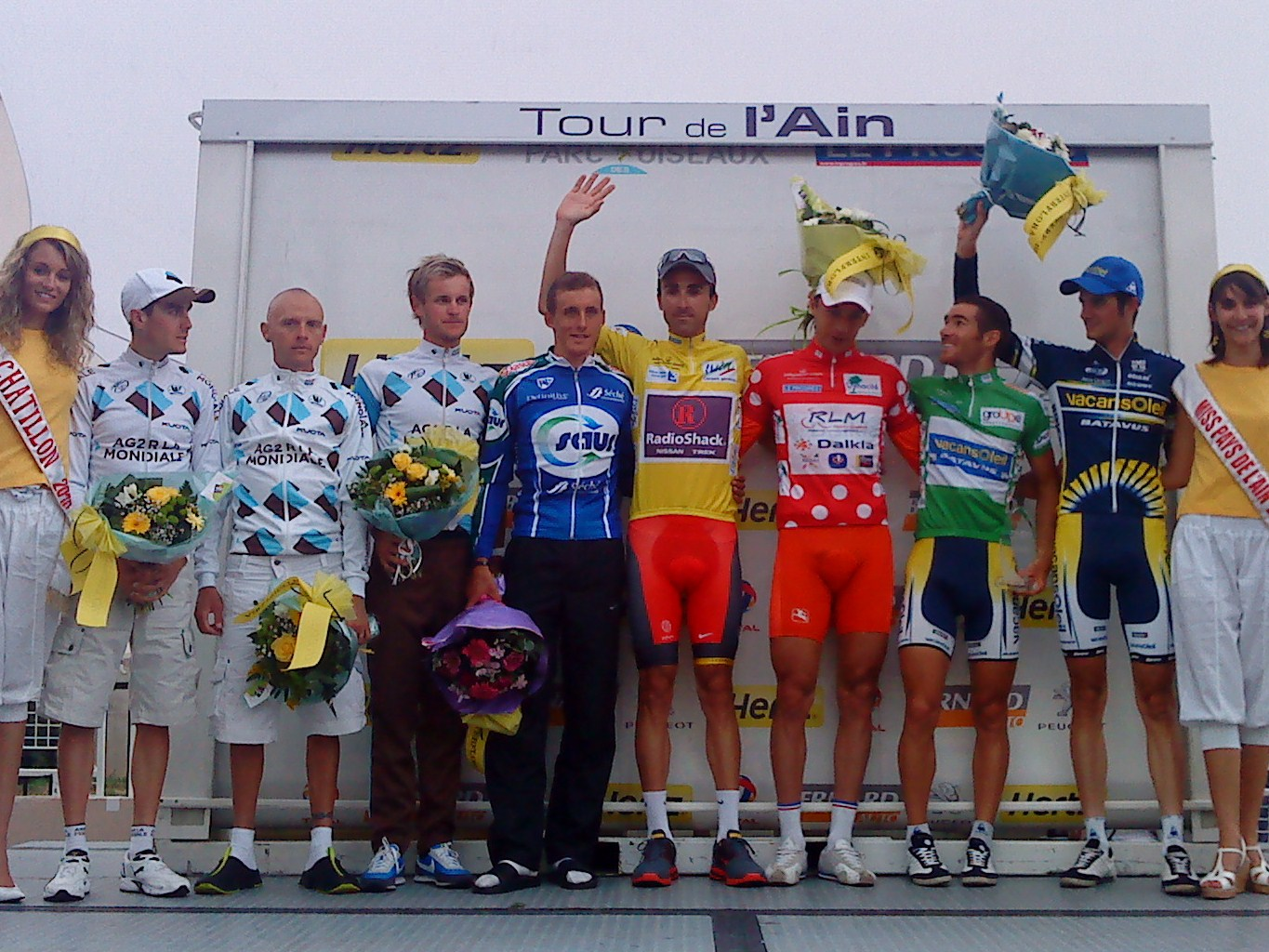
Haimar Zubeldia como ganador en el Tour de l'Ain 2010.

Zubeldia aceptó la oferta realizada por Johan Bruyneel (director del extinto US Postal/Discovery Channel liderado por Lance Armstrong), uniéndose al belga en el Astana. En dicha formación su papel sería la de gregario, trabajando en favor de jefes de filas como Alberto Contador o el propio Armstrong en el Tour de Francia. Contador ganó la ronda francesa, con Armstrong en el podio como tercer clasificado.

#### 2010: victoria en l'Ain, diez años después
Para 2010 Bruyneel y Armstrong crearon un nuevo equipo, RadioShack, al margen del Astana en el que continuaría Contador. Zubeldia, al igual que la mayor parte de sus compañeros (Leipheimer, Klöden, Popovych, Paulinho, Rubiera...), siguió a Bruyneel y se sumó a la nueva escuadra estadounidense. Sin embargo, en la Dauphiné Libéré sufrió una caída que le impidió correr el Tour.

#### 2011

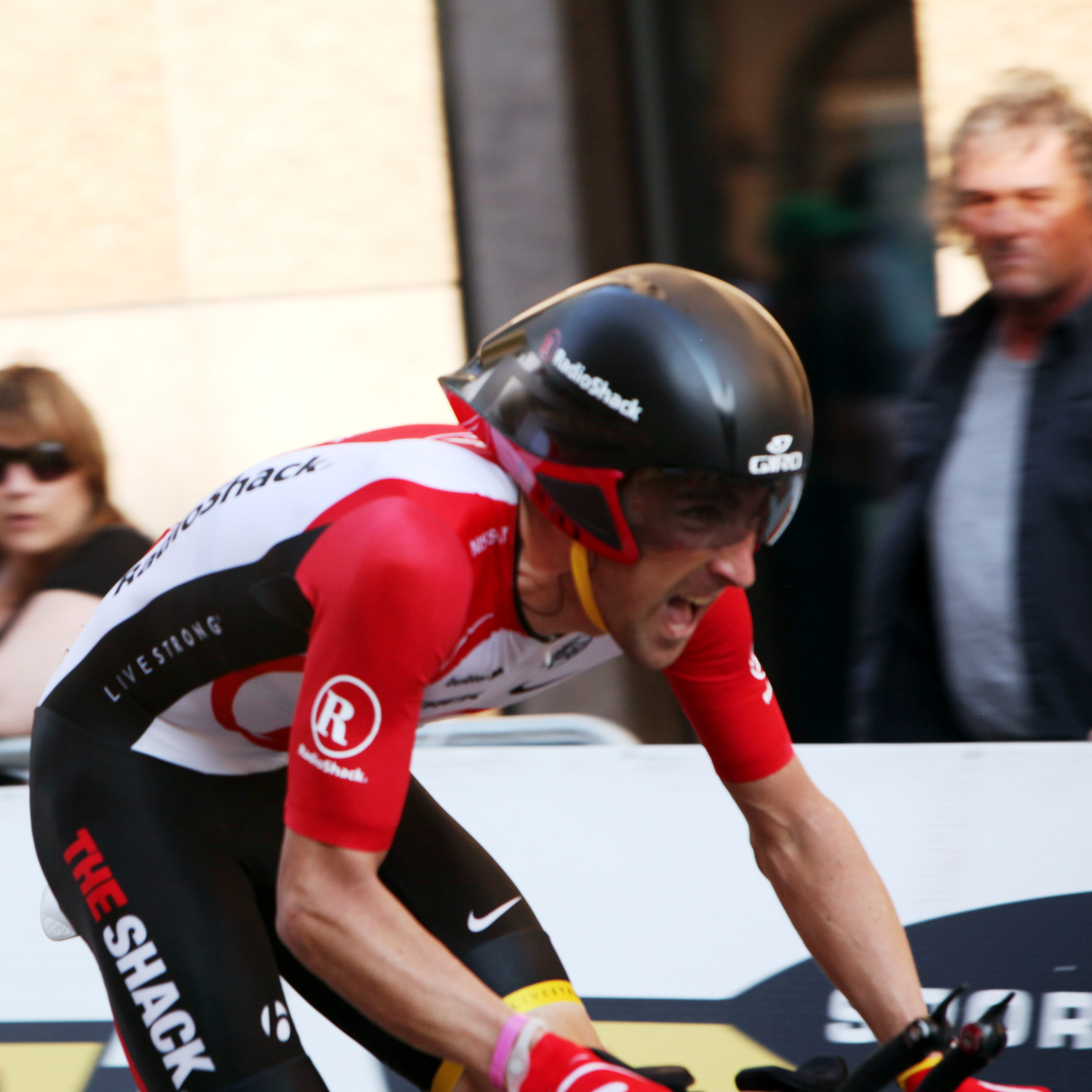
Haimar Zubeldia, en 2011.

En 2011 sufrió una gripe que le impidió correr la Vuelta al País Vasco.

#### 2012
El año 2012, fue un gran año para él, hizo un sexto puesto en el Tour de Francia 2012, después de confesar que superó una cardiopatía.

#### Crítica a los nuevos dirigentes de su exequipo
Haimar, el 21 de septiembre de 2012, fue uno de los firmantes en contra de la nueva gestión deportiva del Euskaltel-Euskadi en la que, ante la posibilidad del descenso de categoría, no renovaron a ciclistas vascos apreciados por la afición y compañeros del pelotón para fichar a corredores extranjeros (hasta dicha fecha el equipo se componía solo de ciclistas vasco-navarros o formados en equipos del ciclismo amateur vasco-navarro). Estos corredores temieron que los extranjeros pudiesen quitar puestos en la plantilla a corredores vascos y así se limitase la opción de ser profesional para muchos de ellos.

## Palmarés
2000
- Euskal Bizikleta, más 1 etapa

2010
- Tour de l'Ain, más 1 etapa

## Resultados en Grandes Vueltas y Campeonatos del Mundo
Durante su carrera deportiva consiguió los siguientes puestos en las Grandes Vueltas y en los Campeonatos del Mundo en carretera:
| Carrera         | Carrera         | 1998 | 1999 | 2000   | 2001 | 2002  | 2003  | 2004 | 2005 | 2006  | 2007  | 2008 | 2009 | 2010 | 2011 | 2012  | 2013 | 2014  | 2015 | 2016 | 2017 |
| --------------- | --------------- | ---- | ---- | ------ | ---- | ----- | ----- | ---- | ---- | ----- | ----- | ---- | ---- | ---- | ---- | ----- | ---- | ----- | ---- | ---- | ---- |
|                 | Giro de Italia  | —    | —    | —      | —    | —     | —     | —    | 49.º | —     | —     | —    | —    | —    | —    | —     | —    | —     | —    | —    | —    |
|                 | Tour de Francia | —    | —    | —      | 73.º | 39.º  | '5.º' | Ab.  | 15.º | '8.º' | '5.º' | 43.º | 27.º | —    | 15.º | '6.º' | 36.º | '8.º' | 62.º | 24.º | 52.º |
|                 | Vuelta a España | —    | —    | '10.º' | 43.º | 11.º  | —     | 40.º | —    | 34.º  | 44.º  | —    | 14.º | —    | 25.º | —     | Ab.  | Ab.   | 23.º | 19.º | —    |
| Mundial en Ruta | Mundial en Ruta | —    | —    | Ab.    | —    | 126.º | —     | —    | —    | —     | —     | —    | —    | 39.º | —    | —     | —    | —     | —    | —    | —    |

—: no participa

Ab.: abandono

## Equipos
- Euskaltel-Euskadi (1998-2008)
- Astana (2009)
- Team RadioShack (2010-2011)
- RadioShack/Trek (2012-2017)
  - RadioShack-Nissan (2012)
  - RadioShack Leopard (2013)
  - Trek Factory Racing (2014-2015)
  - Trek-Segafredo (2016-2017)